# 오노노 도후

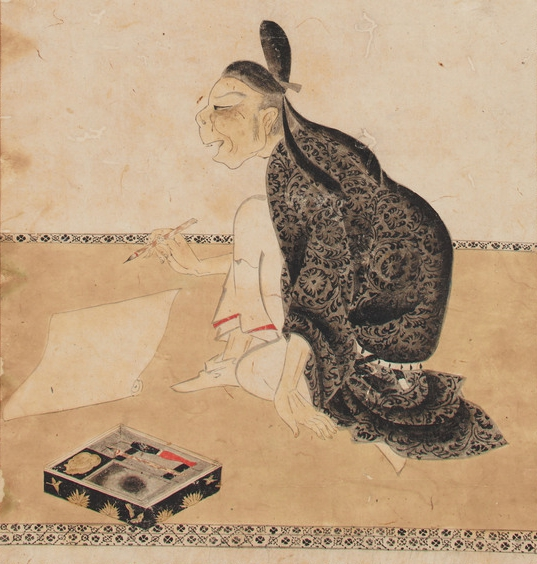
오노노 도후

오노노 도후(小野道風)는 헤이안 시대 전기부터 후기까지의 귀족, 서예가이다. 참의 오노노 다카무라의 손자이다.